# Мінервіно-ді-Лечче
Мінервіно-ді-Лечче (італ. Minervino di Lecce, сиц. Minervinu) — муніципалітет в Італії, у регіоні Апулія,  провінція Лечче.
Мінервіно-ді-Лечче розташоване на відстані близько 540 км на схід від Рима, 175 км на південний схід від Барі, 36 км на південний схід від Лечче.
Населення — 3675 осіб (2014).

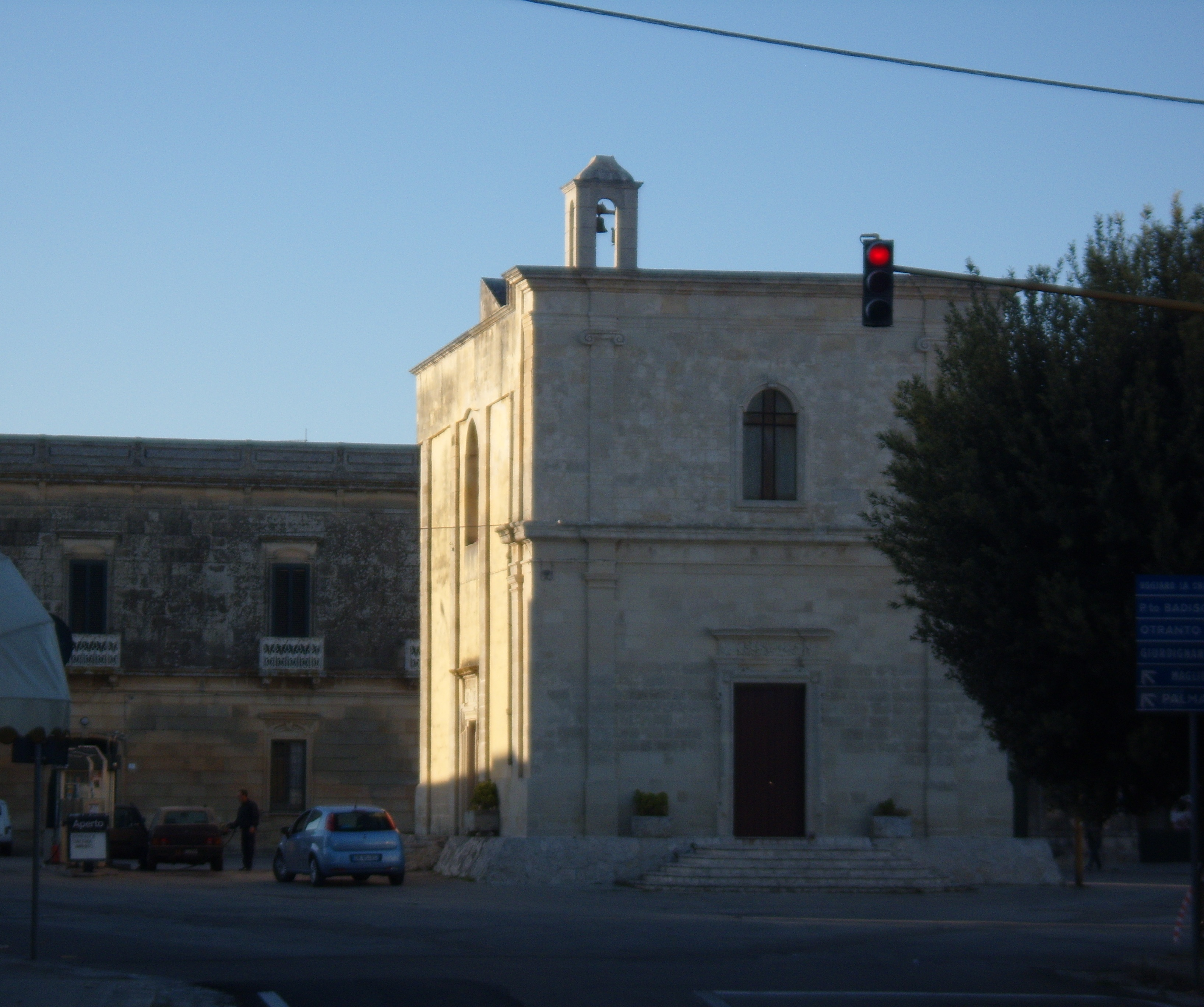

Щорічний фестиваль відбувається 13 червня. Покровитель — Sant'Antonio.

## Демографія
Населення за роками:

Станом на 1 січня 2023 року в муніципалітеті офіційно проживало 65 іноземців з 15 країн, серед них 26 громадян країн Євросоюзу та 1 громадянин України.

## Сусідні муніципалітети
- Джуджанелло
- Джурдіньяно
- Поджардо
- Санта-Чезареа-Терме
- Уджано-ла-К'єза